# BPM (Kiss-FM KOBEの番組)
『BPM（Beats Per Minute）』（ビーピーエム〔ビーツ・パー・ミニッツ〕）はKiss-FM KOBEで2010年1月1日から2012年3月30日まで毎週金曜の16:00 - 20:00 (JST) に放送されていた生ワイド番組。サウンドクルーは浜平恭子。

## 概要
『アメリカ村@DEEP』の後継番組で、16・17時台の「BPMコンシェルジュ」と18・19時台の「BPM COUNTDOWN TOP30」の2部構成となっている。前半の「BPMコンシェルジュ」では、極上の音楽とともに、最新の音楽・ファッション・ビューティー情報を届ける。「BPM COUNTDOWN TOP30」では、最新のKissオリジナルチャートを紹介。16～18時台に30位から11位までの楽曲、19時台にトップ10の楽曲をカウントダウンする形になっている。また番組開始から2010年9月までは、トップ30にチャートインしているアーティスト（順位は毎回異なる）を当てるRANKING QUIZが出題され、正解者の中から抽選でiTunesカードがプレゼントされていた。
なお、大阪・アメリカ村のサテライトスタジオ「Kiss-FM Studio@アメリカ村 MichelCube」の閉鎖に伴い、当番組は本社スタジオからのオンエアに戻った。

## コーナー

### 現在のコーナー
- BPM Count Down 30 (16:00 - 19:55)
オンエア回数・リクエスト回数、神戸市内のレコード店の販売数を元にしたKiss FMのオリジナルヒットチャート。
- BPM WEEKEND FLASH（16:20頃）
週末に行われるイベントをフラッシュで紹介。
- BPM COLLECTION（16:40頃）
ファッション・ビューティーなどの情報を紹介。
- BPM ALBUM PICK UP（17:45頃）
アルバムを一枚ピックアップし、収録曲の中からオンエア。
- BPM ANOTHER COUNTDOWN（18時台）
本・DVDなどエンターテイメントのトップ3を紹介。
- Kissner's COUNTDOWN TOP3（18時台ラスト）
テーマに基づくカウントダウンを3択からリスナーの投票を募り、トップ3のカウントダウンを決めて発表する。
- HAPPY LUNCH BOX（第1週のみ）
「本家かまどや」のおすすめ弁当を紹介。
- BPM CINEMA JUNCTION (19:00頃)
お勧めの映画を紹介

### 過去のコーナー
- CLUB BPM（16:40頃、- 2010年9月）
最新ナンバーから懐かしのヒットソング、さらには届いたばかりのニューアルバムから選曲した曲をノンストップでオンエア。
- In Times Past（17:45頃、- 2010年9月）
過去のある年にタイムトリップするコーナー。
- はまひ～セレクション（18:25頃、 - 2010年7月）
浜平恭子が選曲した1曲をオンエア。
- KOBE RANKING EXPRESS（16時台前半、2010年7月2日）
フリーマガジン「ザ・ランキング神戸」とのコラボコーナー。
- Nobyさんのベジタブルカフェ百菜（16時台前半、2010年7月9日 - 7月30日）
ベジフル・カフェ 百菜 サザンモール店のシニア野菜ソムリエ・Nobyこと高橋昇が野菜や果物にまつわる話を紹介。
- Kiss SNOW INFORMATION
兵庫エリアのゲレンデ情報を送るコーナー。例年12月 - 次の年の3月まで放送されており、放送時間およびゲレンデ情報で取り上げるエリアについては、毎年若干の変動がある。